# 蜜熊
蜜熊（学名：Potos flavus）是生活在雨林中的一種浣熊科，蜜熊屬下的唯一種。牠們原住於中美洲及南美洲，非常罕有。

## 外表
蜜熊重2-3公斤，體長43-56厘米，尾巴長40-56厘米。牠們的外毛皮呈金色，底毛呈灰色。

## 食性
蜜熊是雜食性的，有鋒利的牙齒，主要吃果實，有時也會吃鳥蛋、昆蟲及鳥類。
蜜熊的舌頭長達13厘米，可以用來摘果實或從花朵中吃花蜜。圈養下的蜜熊曾吃蜂蜜，但在野外卻未有紀錄。

## 行為
蜜熊像浣熊，其操作的能力遠勝於靈長目。牠們的尾巴可以抓住東西，可以幫助攀樹。牠們不會用尾巴來抓食物。在口附近、喉嚨及腹部的嗅腺可以用來劃定領地及行走路線。蜜熊以群族聚居。牠們很多時都會獨自覓食，有時也會成群或與犬浣熊一同覓食。
蜜熊是夜間活動的，最活躍於晚上七時至午夜及破曉前的一小時。牠們於日間睡在樹孔或樹蔭下。
蜜熊以不同的聲音溝通。牠們的叫聲像尖銳，彷彿女人的尖叫聲。牠們的觸覺及嗅覺很靈敏，但視覺很差，未能分辨顏色。
蜜熊全年也會繁殖，每胎會產一子，妊娠期為112-118日。

## 種系發生
蜜熊與犬浣熊在形態及習性上很接近，但基因上顯示蜜熊是來自較原始的分支，與現今的浣熊科並非近親。蜜熊與犬浣熊相似的地方可能是平行演化的例子。犬浣熊的近親其實是長鼻浣熊。蜜熊與犬浣熊最大的不同是其可抓住東西的尾巴、較短的吻、可伸長的舌頭及沒有肛嗅腺。

## 馴養
蜜熊有時會被馴養為寵物。牠們很喜歡玩耍，寂靜及溫馴，並沒有顯著的氣味。若在日間被吵醒、或是嘈音及突然的行動，牠們也會變得帶有攻擊性。被騷擾的蜜熊會尖叫及抓人或咬人。
馴養的蜜熊壽命約到23歲，最高紀錄可達55歲。

## 外部連結
- Mammal Species of the World[永久]
- 檀香山公園